# Allunhari
Allunhari – miasto w Gambii, w dywizji Upper River Division.